# Собор Сілвеша
Собор Сілвеша (порт. Sé Catedral de Silves) — собор у місті Сілвеш, в регіоні Алгарве на півдні Португалії. Спочатку на цьому місці знаходилась мечеть, побудована в часи мавританського правління, яка згодом була реструктурована та перетворена в католицький собор після Реконкісти. Попри деякі барокові характеристики, має в основному готичний характер і вважається головним пам'ятником готики в Алгарве і однією з найважливіших пам'яток на півдні Португалії. 29 червня 1922 р. собор було віднесено до національних пам'яток.

## Історія

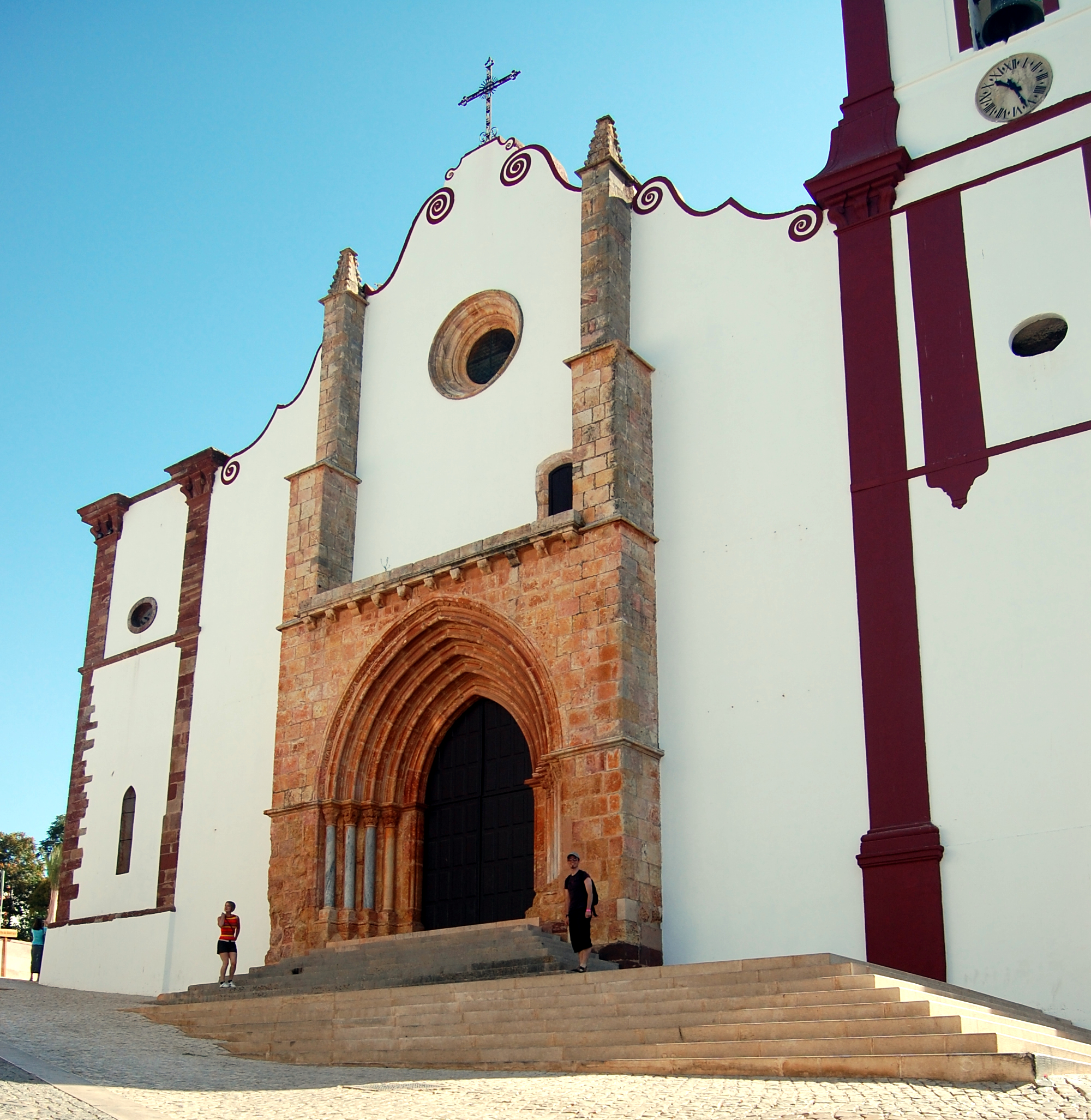
Готичний головний портал собору Сілвеша.

Деталі щодо заснування та будівлі собору не є цілком ясними. У процесі Реконкісти мавританський Сілвеш був завойований у 1189 році королем Саншу І, але оскільки у 1191 році місто було взяте маврами назад, навряд чи в цей час був побудований собор. Лише у 1242 році Сілвеш був остаточно завойований християнськими лицарями під час правління короля Афонсу III, і вважається, що цей король був відповідальним за початок будівництва Собору Сілвеша як резиденції новоствореної єпархії Алгарве.
Роботи просувалися зі складнощами а у 1352 р. собор пошкодив сильний землетрус. У 1440-х роках сильний імпульс будівництву при соборі був наданий королем Афонсу V. Ця будівельна кампанія створила апсиду з трьома каплицями, трансептом та головним порталом у готичному стилі, що датується 1470 роками. Троїстий неф був закінчений лише на початку XVI століття.
Коли король Жуан II несподівано помер у Алворі (Портімао) поблизу Сілвеша, у 1495 році він був тимчасово похований у головній каплиці собору. У 1499 році в присутності короля Мануела I його останки були ексгумовані та передані до монастиря Батальї, де Жуан II був похований остаточно; проте його надгробна плита з готичним написом досі розташована на підлозі головної каплиці собору Сілвеша. Протягом XV—XVI століть у соборі було поховано багато важливих особистостей Сілвеша — від дворянства до хрестоносців, дослідників, єпископів та суддів, а також місцевих жителів різних сфер життя, про що свідчать численні надгробні плити на його підлозі, деякі з найбільш помітних — єпископ дон Фернанду Кутінью, присутній на переговорах Тордесільяського договору та захисник євреїв, Егаш Моніж Телеш, дворянин при королі Мануелі I, чия родина була серед перших мешканців острова Мадейра, суддя Жоау ду Регу та його зять Гастау да Ілья, зброєносець конетабля Жуана.
Економічні труднощі та зменшення чисельності населення завдавали шкоди історії собору у в XV—XVI століттях, що призвело до того, що єпископ знаходився далеко від Сілвеша. Найвідомішим із єпископів у цей час був Жероніму Озоріу, один з найбільших португальських гуманістів і богословів. Саме під час його правління в 1577 році єпископську резиденцію було перенесено із Сілвеша до Фару, більш процвітаюче місто, розташоване біля узбережжя. У наступні століття інтер'єр церкви збагатився маньєристськими та бароковими вівтарями, деякі з яких досі існують.
Великий землетрус 1755 року завдав страшного удару по Сілвешу та його собору і зруйнував частину нефа. Будівлю відремонтували та модифікували, замінивши прості готичні форми верхньої частини головного фасаду волютами рококо. Дзвіниця та південний портал також є доповненням 18 століття.
У XX столітті масштабне оновлення Собору Сілвеша перекрило багато доповнень у стилі бароко і повернуло будівлі більш «середньовічний» вигляд.

## Мистецтво та архітектура

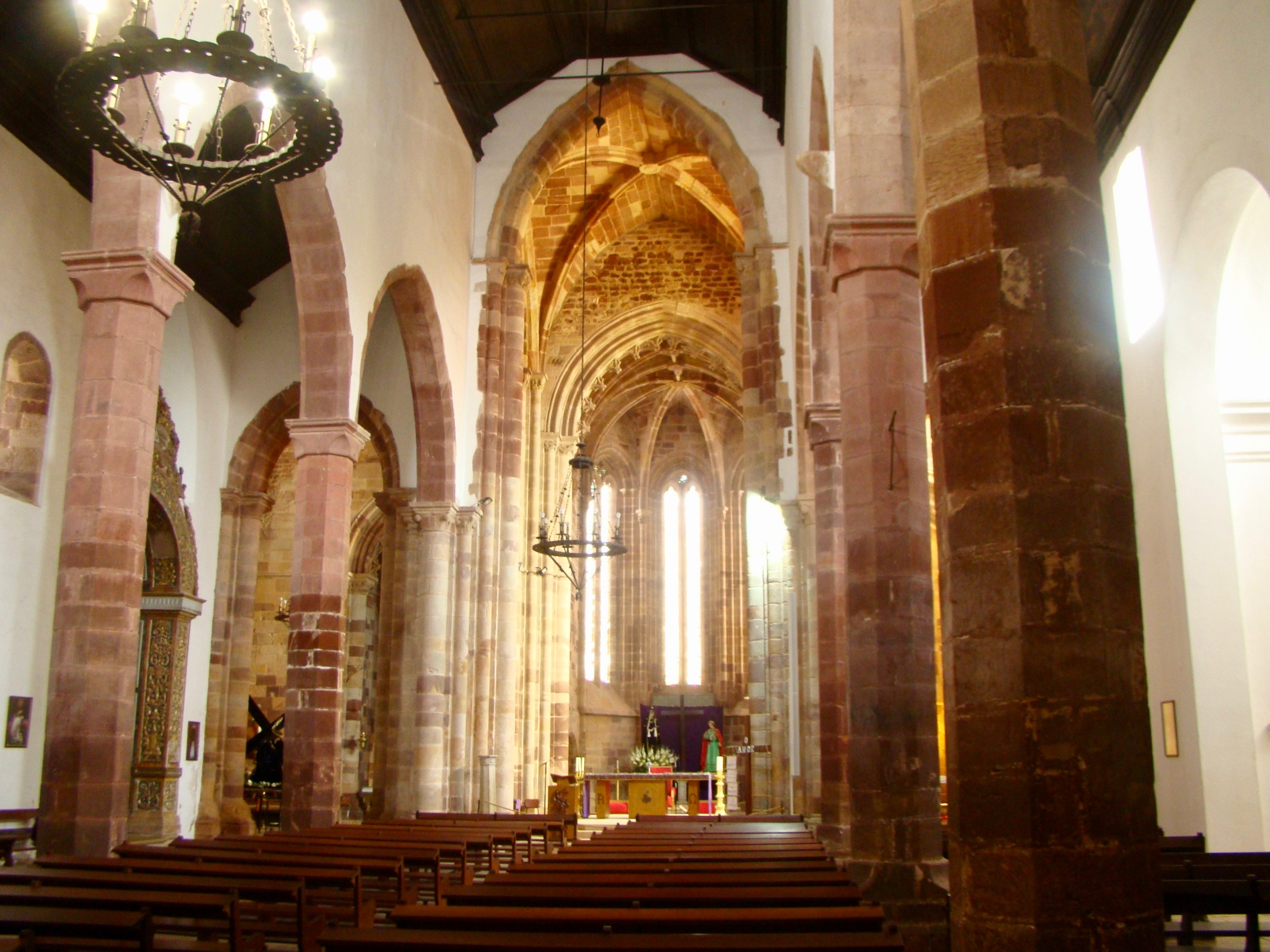
Вид на головну каплицю.

Зовні вражаючий аспект Собору Сілвеша — це контраст між побіленими поверхнями стін та червоним пісковиком (grés de Silves) апсиди, вікон та головного порталу.
Основний портал, виконаний у 1470-х роках, вставлений на ступінчасту прямокутну форму, спільну особливість на фасадах португальських середньовічних будівель ще з романської епохи. Інші примітивні особливості порталу — це образні кутики верхнього карниза, що представляють обличчя тварин і людини. Портал складається з серії з чотирьох стовпців та декількох архівольтів. Зовнішній архівольт прикрашений низкою рельєфів рослинних мотивів та фігур людини, декотрі з яких грають на музичних інструментах. Оздоблення капітелів колон розкриває вплив майстерні Батальї, яка діяла в 15 столітті. Портал головної церкви Портімау, розташований неподалік, майже є копією тієї, що в Сілвеші, і, як вважають, її виконали ті самі ремісники. Південний портал — барокове доповнення (XVIII століття).
Собор Сілвеша має форму латинського хреста з трисхилим нефом, трансептом та трьома каплицями на сході. Східна сторона церкви з трансептом була побудована раніше (середина XV століття), ніж неф (ймовірно, початок XVI століття). Східні каплиці та трансепт вкриті готичним кам'яним реберним склепінням, а нефні проходи вкриті простим дерев'яним дахом. Цілком імовірно, що первісний план передбачав, що вся церква буде покрита кам'яними склепіннями, як і інші португальські собори, побудовані в той час, як собор Гуарди. Проходи нефа розділені арками загостреного профілю, підтримуваними колонами восьмикутного перерізу. Південний рукав трансепта освітлений великим замуленим вікном з готичним слідом.

## Галерея

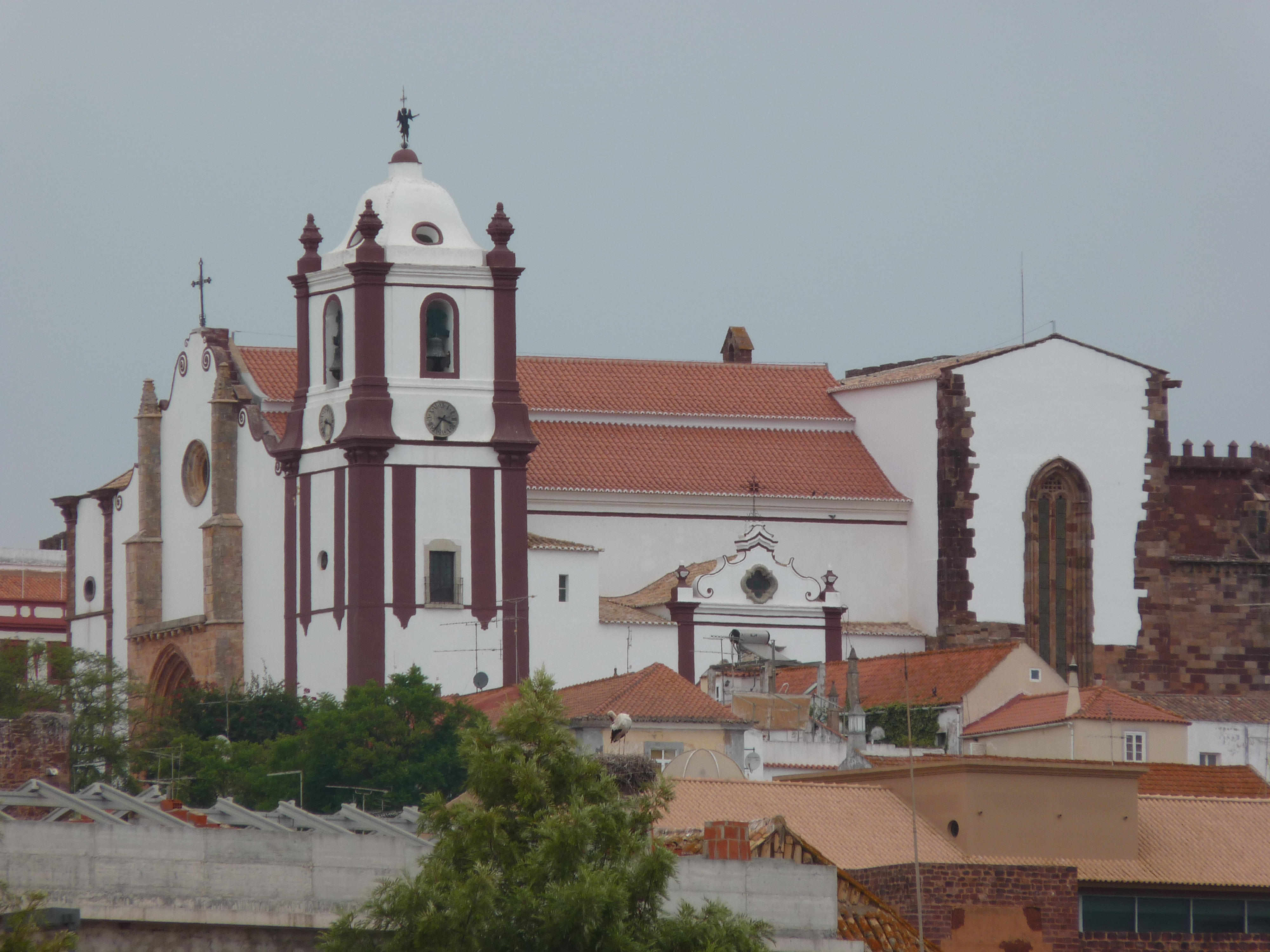
Вид на частину собору
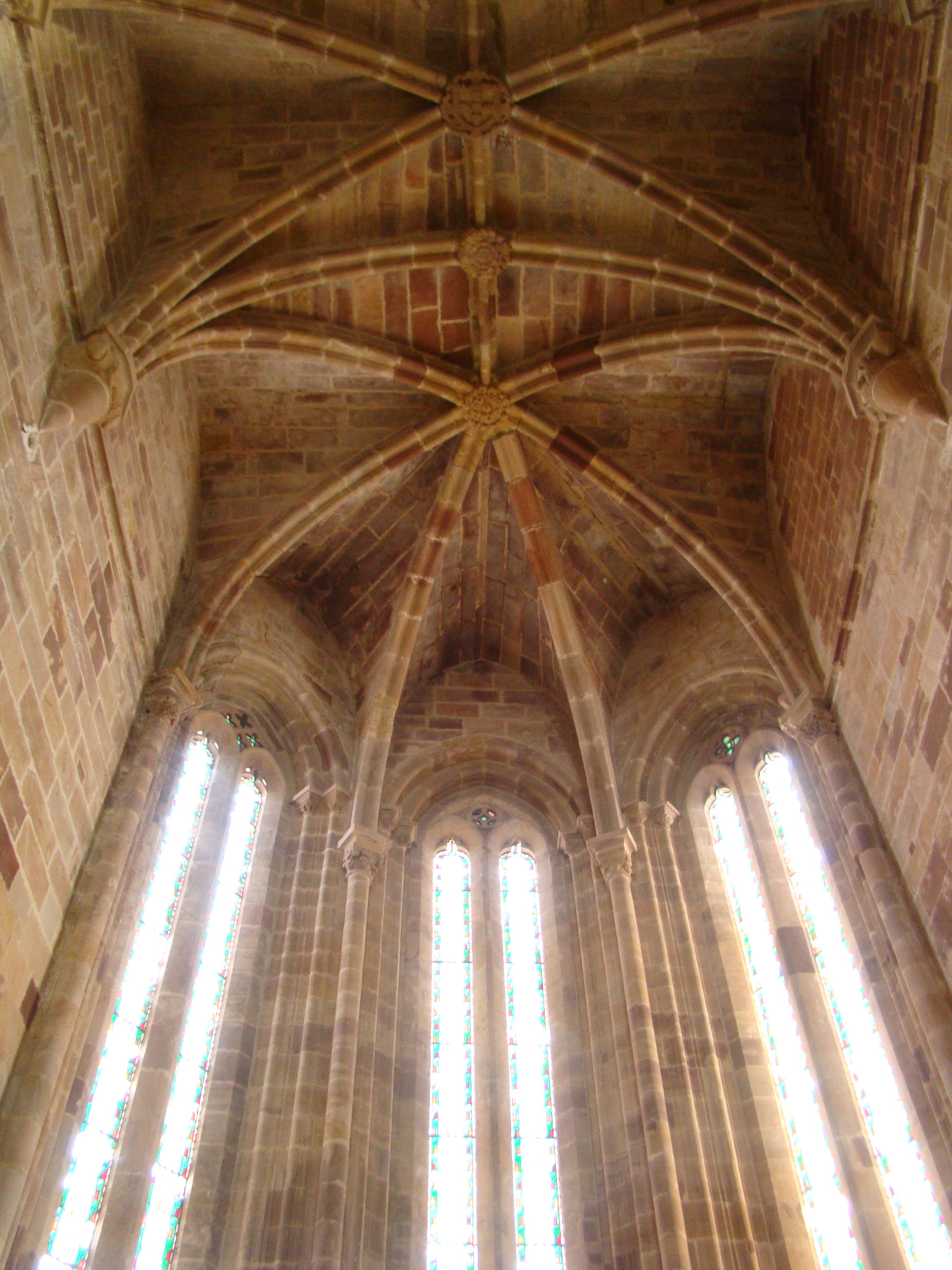
Стеля хору.
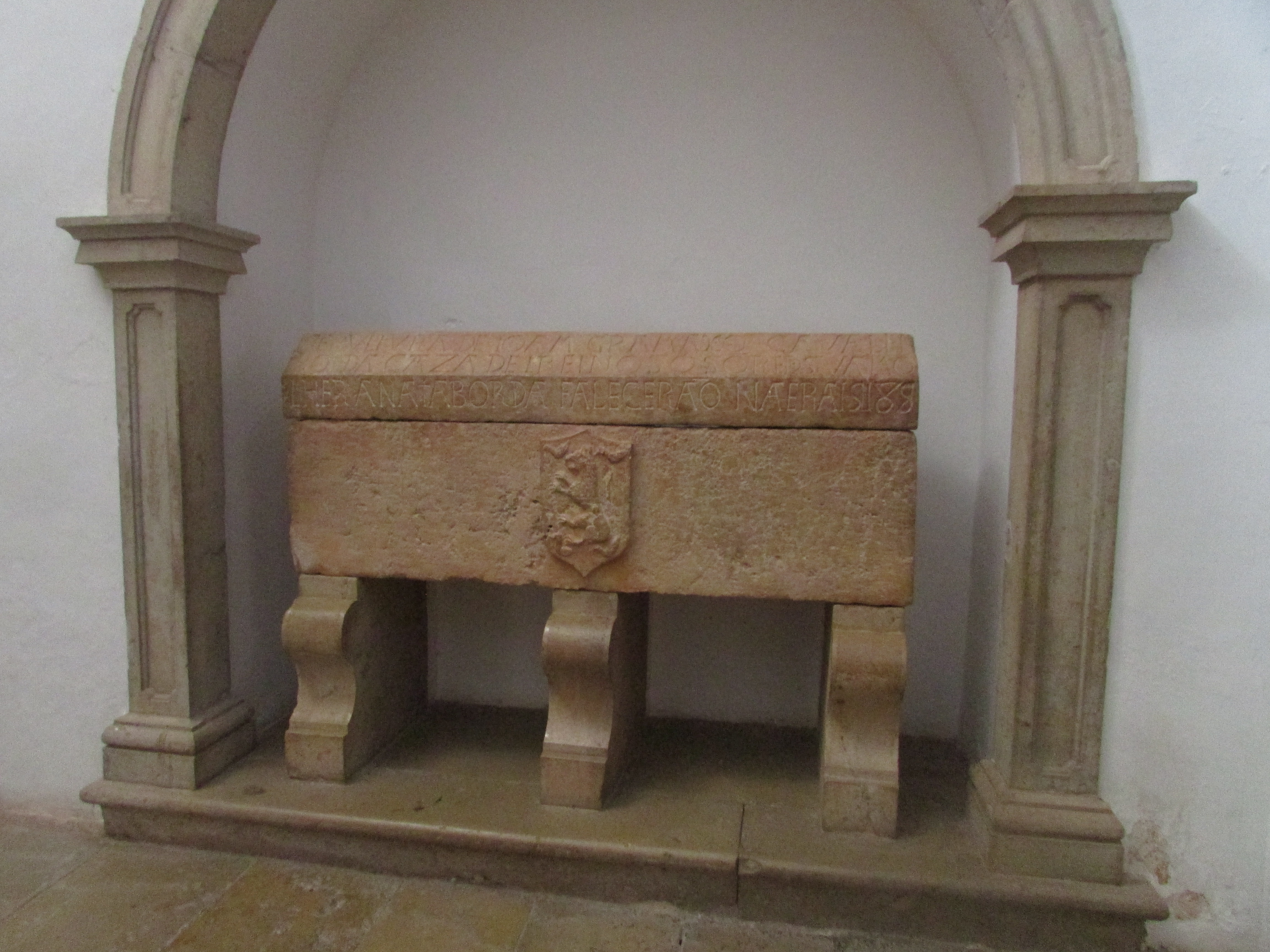
Саркофаги хрестоносця Жоао Грамачо та його дружини Ана Таборди з різьбленого каменю.
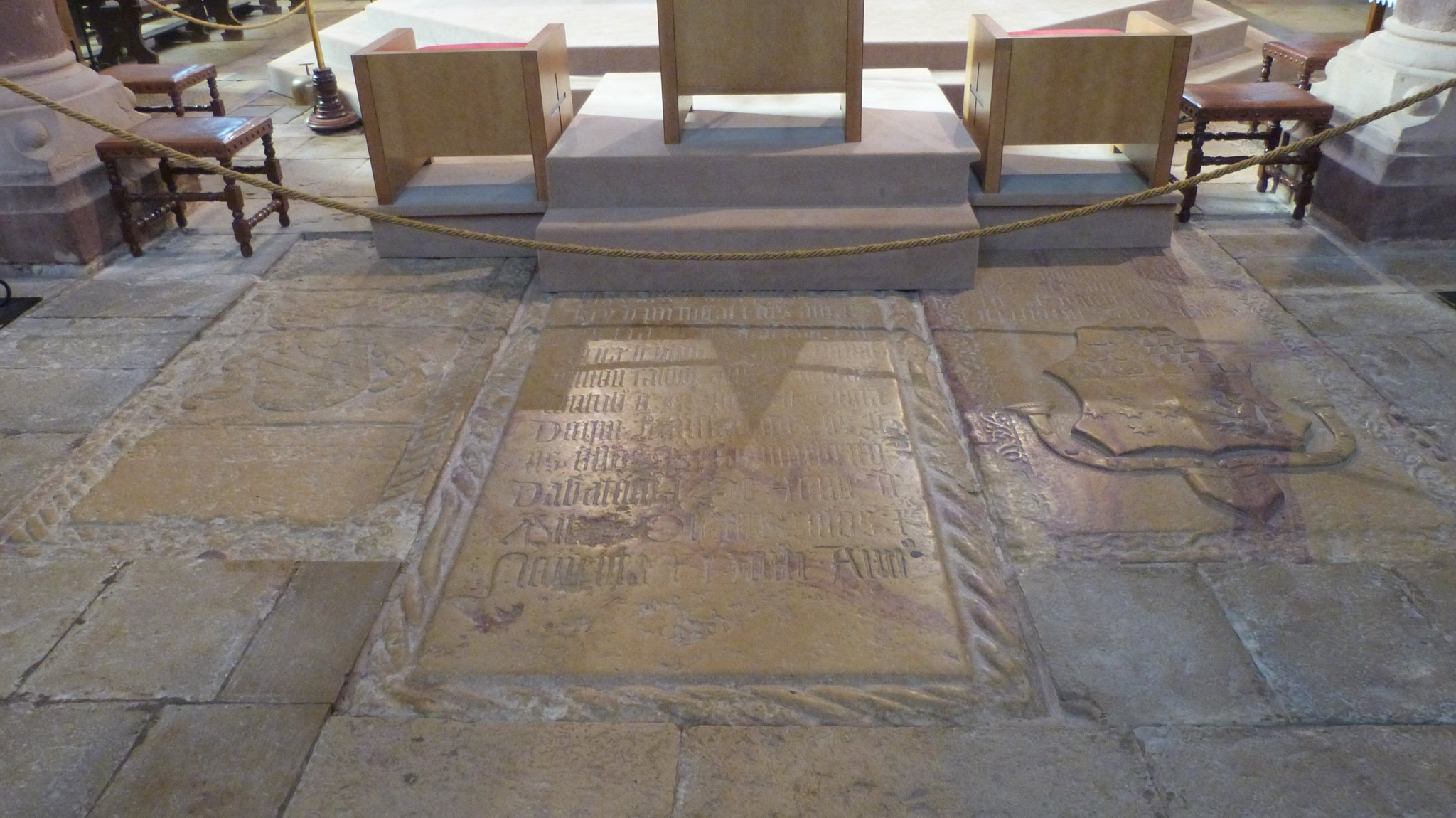
Камені Вінсента Рапоси Вігаса зліва, короля Жуана II посередині і єпископа Фернанду Кутінью, з правого боку.
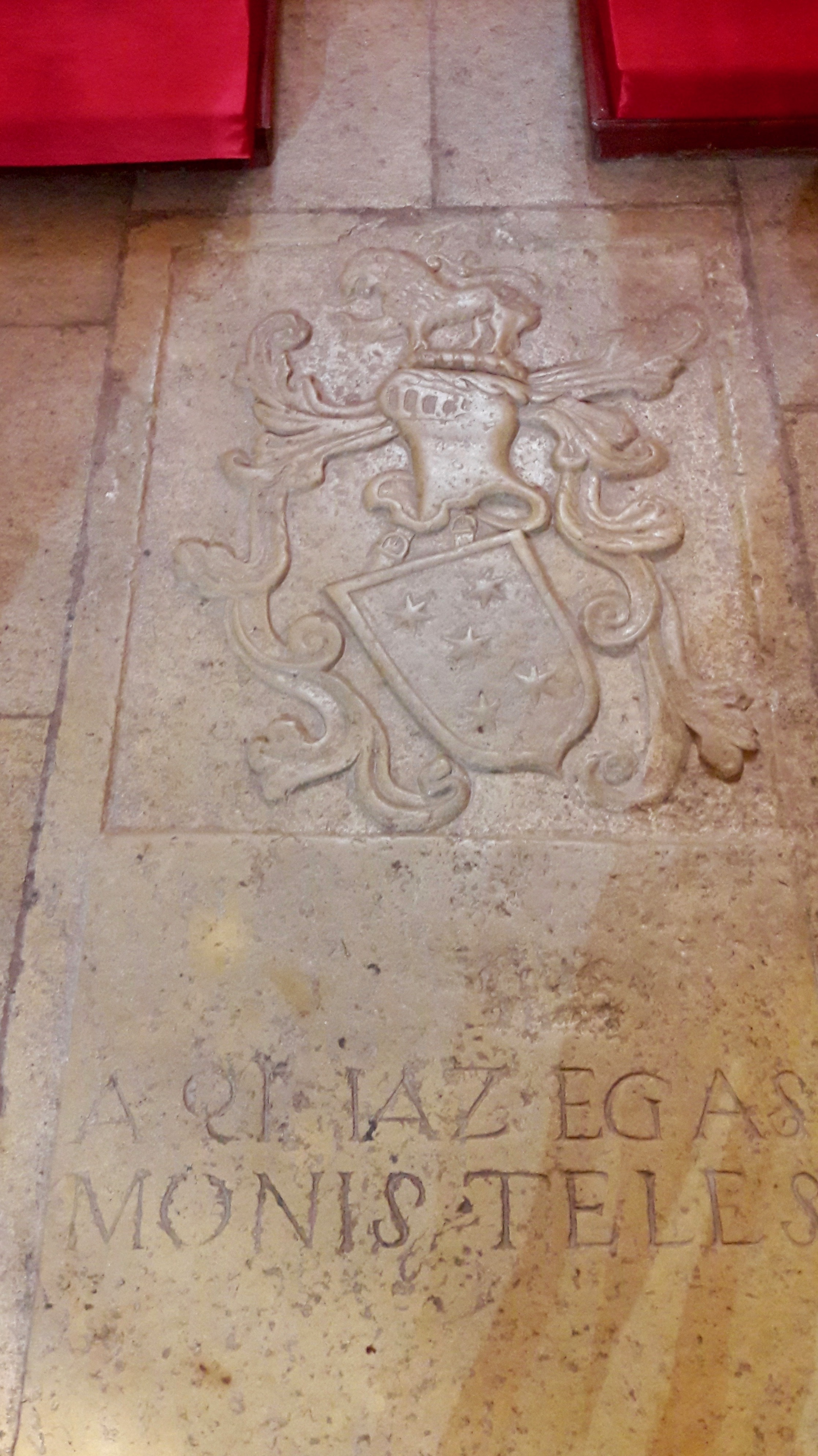
Могила ідальго Егаша Моніжа Телеша.
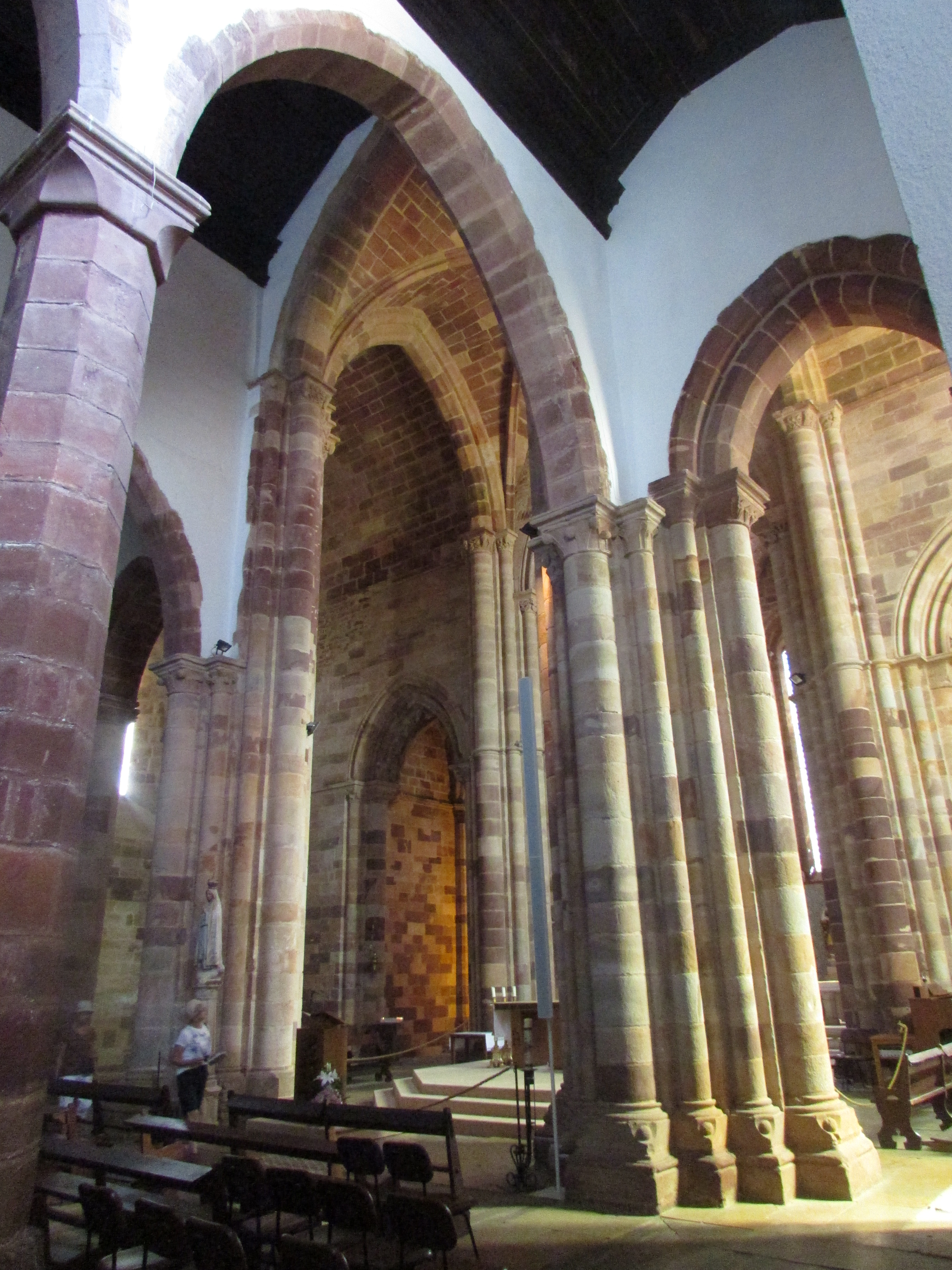
Деталі стовпів та арки.
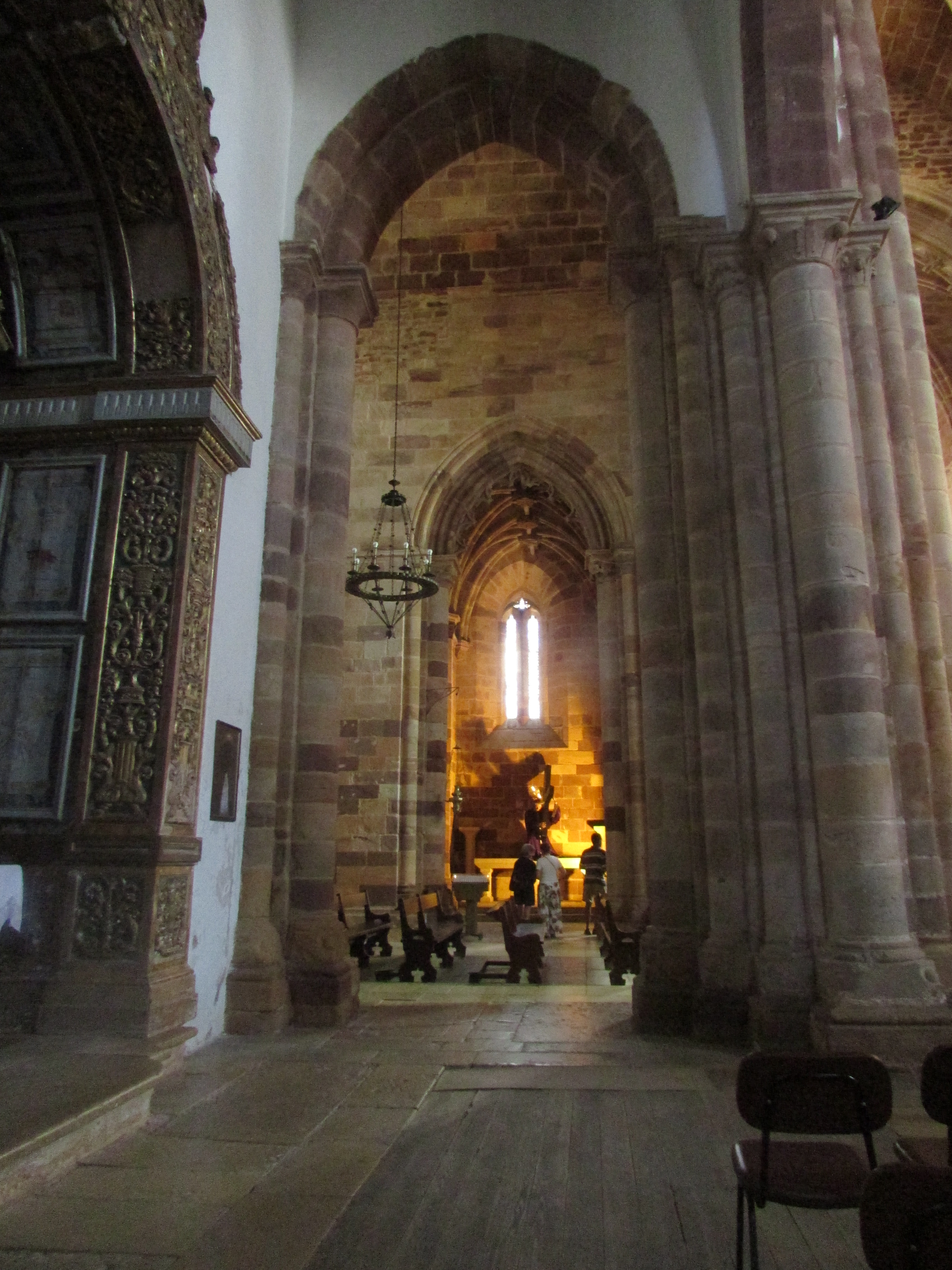
Каплиця.
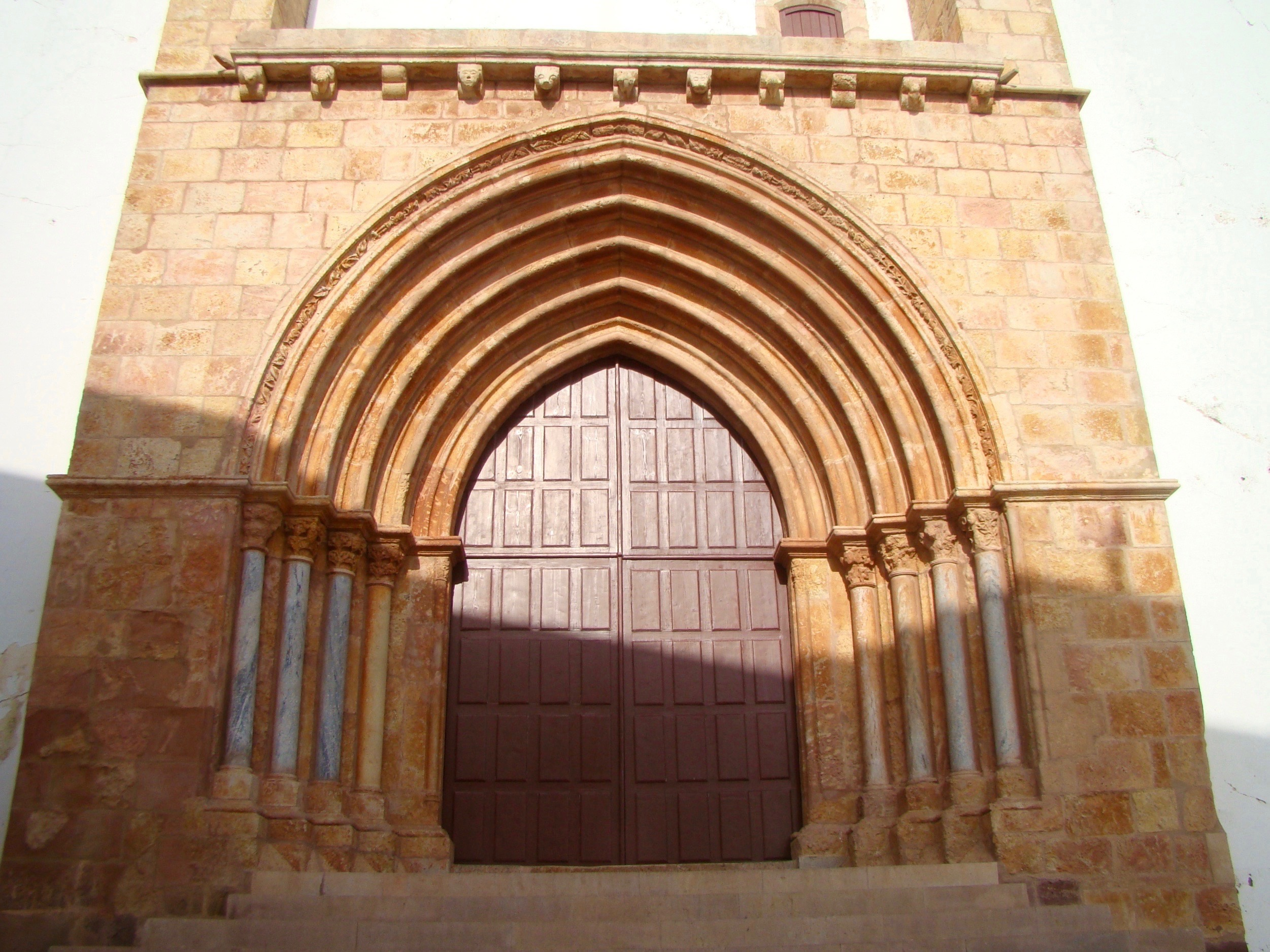
Основний портал.
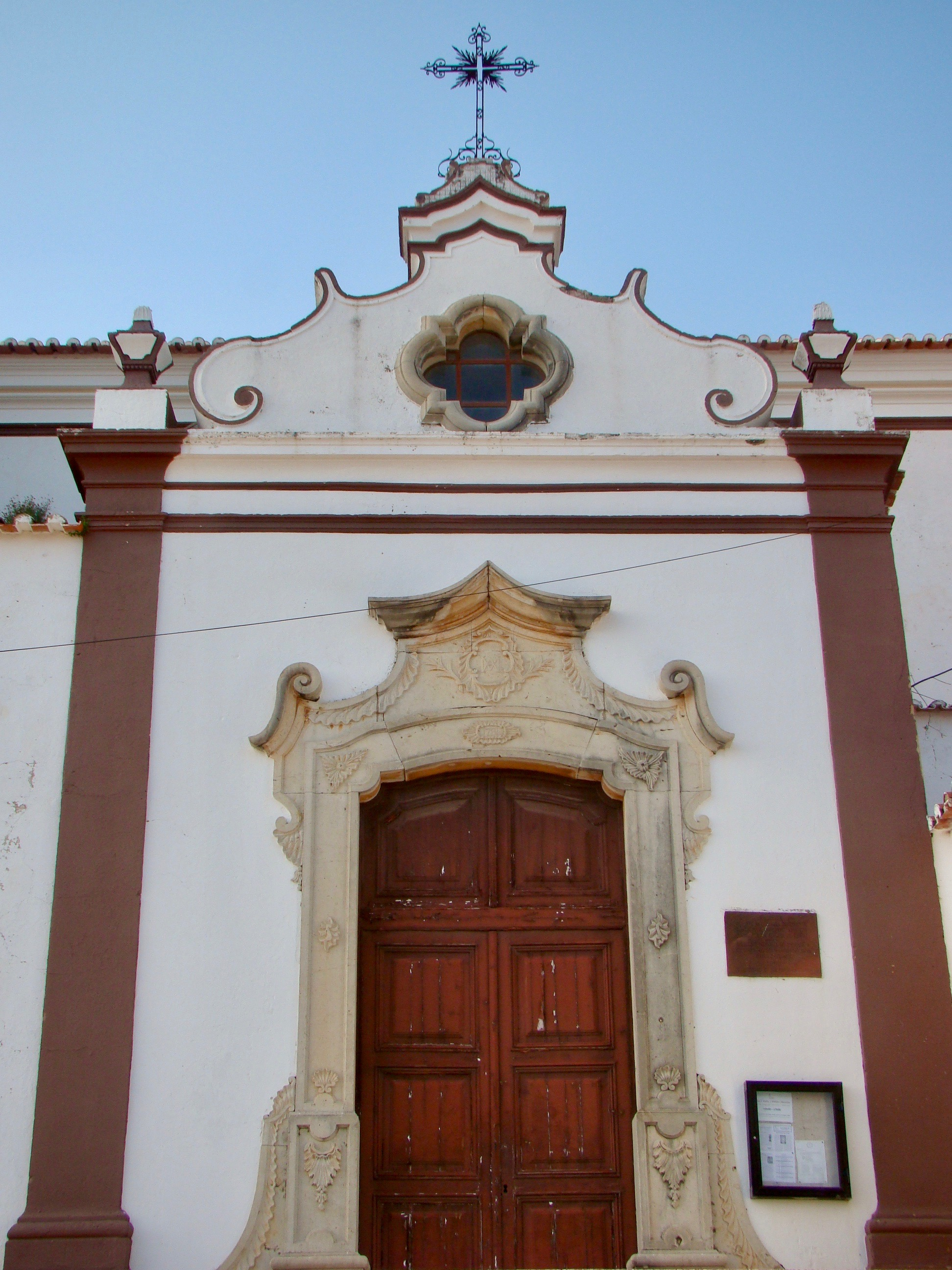
Бічний портал.
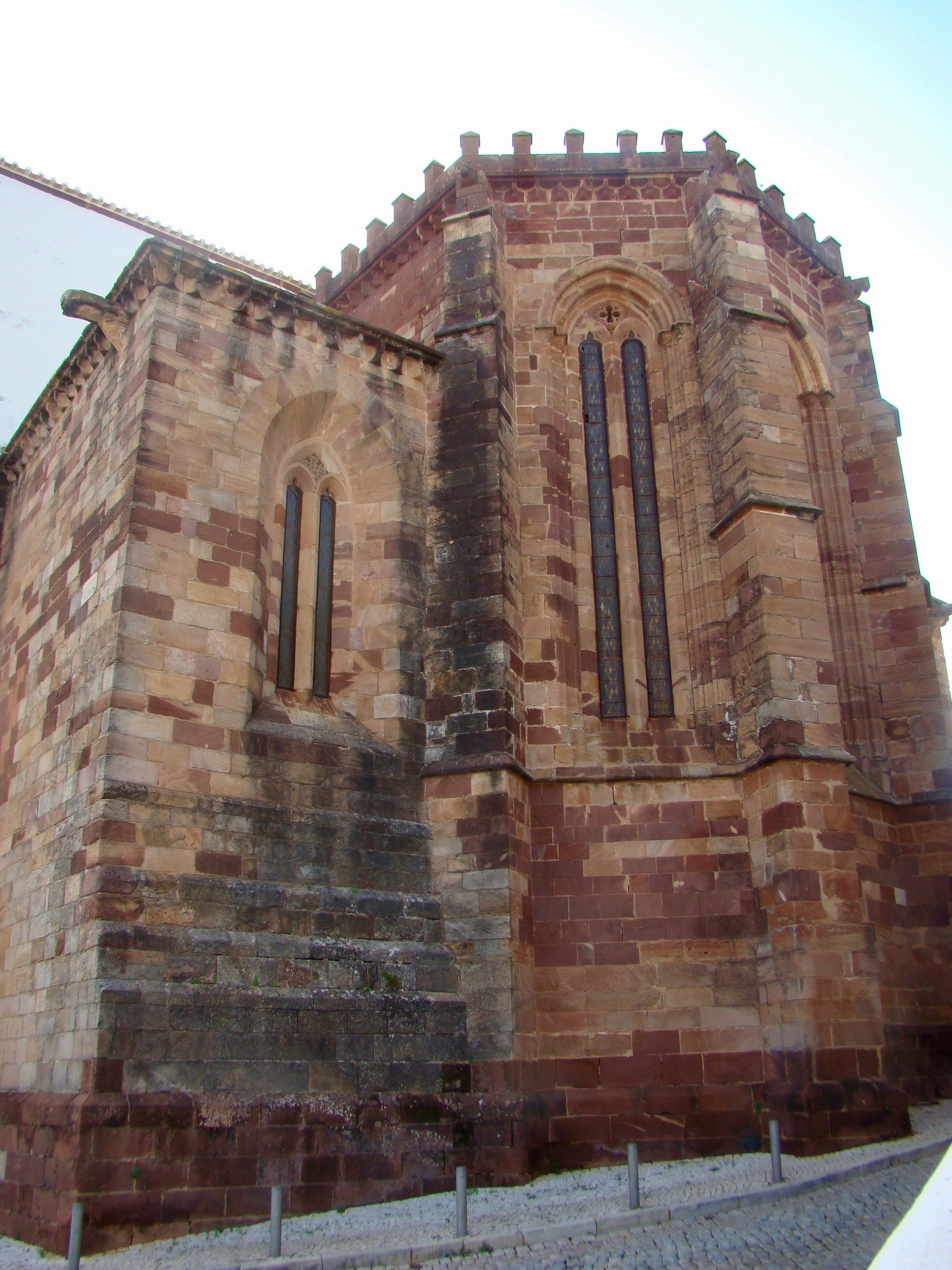
Вид на готичну апсиду збоку

## Виноски
1. 1 2  http://www.wikilovesmonuments.org.pt/
2. ↑  Стаття «Mosque-Cathedral of Córdoba» - енциклопедія Britannica (англ.)
3. ↑  Архівована копія. Архів оригіналу за 3 березня 2012. Процитовано 31 березня 2020.{{cite web}}:  Обслуговування CS1: Сторінки з текстом «archived copy» як значення параметру title (посилання)
4. ↑  Catedral de Silves / Sé de Silves. Direção-Geral do Património Cultural. Portuguese Government. Архів оригіналу за 27 вересня 2017. Процитовано 17 березня 2018.
5. ↑  Description of the Main Church of Portimão at the IPPAR website. Архів оригіналу за 16 липня 2011. Процитовано 31 березня 2020.